# 某年某月某一天
《某年某月某一天》是庞好指导，任天野等人出演的一部电视剧，该作主要讲述的是退伍军人在担任保安部经理的时候和一些人发生的故事。任天野凭借该作而出名。

## 剧情简介
陆天野因为妹妹的病于是决定退伍，并成为保安部经理，不过在这之中他却遇到了很多对他有好感的人……

## 演员表
- 任天野
- 王琳
- 许还幻
- 王奎荣
- 六小龄童
- 杨佩衡
- 高发

## 音乐原声
- 片尾曲
  - 曲名：有你相隨
  - 作词：
  - 作曲：
  - 演唱：張瑤

## 相關連結
- 豆瓣电影上《某年某月某一天》的資料 （简体中文）